# Hof bei Salzburg
Pour les articles homonymes, voir Hof.
Hof bei Salzburg est une commune autrichienne du district de Salzbourg-Umgebung dans l'État de Salzbourg.